# Луцишин Михайло Михайлович
Михайло Михайлович Луцишин (нар. 22 листопада 1975, Львів, УРСР) — український футболіст та тренер, виступав на позиції півзахисника.

## Кар'єра гравця
Народився у Львові, вихованець СДЮШОР «Карпати», але дорослу футбольну кар'єру розпочав у 1993 році в складі ФК «Львова», який виступав на той час у Третій лізі чемпіонату України. Разом з «городянами» пройшов шлях від Третьої до Першої ліги. Загалом у складі ФК «Львів» у чемпіонатах України зіграв 197 матчів та відзначився 21-м голом, ще 13 поєдинків відіграв у кубку України. Впевнена гра Михайла привернула до нього увагу головної команди Львова, «Карпати», до складу яких гравець перейшов у 1999 році. Дебютував у футболці «зелено-білих» 3 квітня 1999 року в переможному (2:0) домашньому поєдинку 19-о туру Вищої ліги проти донецького «Металурга». Михайло вийшов на поле на 60-й хвилині, замінивши Сергія Євглевського. Дебютним голом у футболці «Карпат» відзначився 22 квітня 2000 року на 86-й хвилині переможного (1:0) домашнього поєдинку 21-о туру Вищої ліги проти криворізького «Кривбасу». Луцишин вийшов на поле в стартовому складі та відіграв увесь матч, а на 88-й хвилині отримав жовту картку. За «Карпати» у Вищій лізі зіграв 52 матчі та відзначився 2-а голами, ще 7 матчів зіграв у кубку України та 1 — в єврокубках. Наприкінці квітня- в травні 1999 року зіграв 4 матчі на правах оренди у футболці ФК «Львова». З 1999 по 2002 рік виступав також за фарм клуб львів'ян — «Карпати-2» (12 матчів, 2 голи), а в сезоні 2001/02 років — за «Карпати-3» (4 матчі).
Напередодні початку сезону 2002/03 років перейшов у «Закарпаття». Дебютував за ужгородців 6 липня 2002 року в переможному (3:0) домашньому поєдинку 1-о туру Першої ліги проти харківського «Арсеналу». Михайло вийшов на поле в стартовому складі, а на 90-й хвилині його замінив Михайло Стегура. Дебютним голом у футболці «закарпатців» відзначився 2 травня 2003 року на 25-й хвилині переможного (2:0) домашнього поєдинку 26-о туру Першої ліги проти донецького «Шахтаря-2». Луцишин вийшов на поле в стартовому складі, а на 77-й хвилині його замінив Роман Гнатів. У складі «Закарпаття» в Першій лізі зіграв 42 матчі та відзначився 2-а голами, ще 4 матчі відіграв у кубку України.
Напередодні старту сезону 2004/05 років підсилив івано-франківський «Спартак». Дебютував у складі івано-франківців 24 липня 2004 року в переможному (1:0) домашньому поєдинку 2-о туру Першої ліги проти охтирського «Нафтовика-Укрнафта». Михайло вийшов на поле на 86-й хвилині, замінивши Ігора Мігалатюка, а на 90+1-й хвилині отримав жовту картку. У футболці «Спартака» в Першій лізі зіграв 1 матч, ще 1 поєдинок проаів у кубку України.
По завершенні сезону 2004/05 років перейшов до тернопільської «Ниви». Дебютував у футболці тернополян 6 серпня 2005 року в нічийному (0:0) домашньому поєдинку 1-о туру групи А Другої ліги проти львівських «Карпат-2». Луцишин вийшов на поле в стартовому складі, а на 51-й хвилині його замінив Андрій Грегоращук. Дебютним голом за «Ниву» відзначився 19 листопада 2005 року на 60-й хвилині переможного (3:1) виїзного поєдинку 15-о туру групи А Другої ліги проти рівненського «Вереса». Михайло вийшов на поле в стартовому складі, а на 87-й хвилині його замінив Іванчук. У складі «Ниви» в Другій лізі зіграв 19 матчів та відзначився 2-а голами, ще 1 матч провів у кубку України.
Влітку 2006 року залишив розташування тернополян. У 2007 році підсилив ФК «Рава», кольори якого захищав до 2012 року. У 2008 році разом з «Равою» став переможцем чемпіонату Львівської області. По ходу сезону 2012 року підсилив інший аматорський клуб, «Хімік» (Новий Розділ), в якому виступав до 2013 року.

## Кар'єра тренера
По завершенні кар'єри гравця розпочав тренерську діяльність. Спочатку тренував дітей у ФК «Львів», потім очолив команду U-17 «городян».